# Maqroll el Gaviero
Maqroll el Gaviero es el personaje en torno al cual el escritor colombiano Álvaro Mutis ha desarrollado casi la totalidad de su obra, desde el poema "Oración de Maqroll" (incluido en Los elementos del desastre, de 1953) hasta la saga de siete novelas agrupadas bajo el título Empresas y tribulaciones de Maqroll el Gaviero. A lo largo de toda su obra, Mutis presenta a Maqroll como un personaje errante en busca de lo desconocido y que, por ello, experimenta situaciones de gran tensión en muchas ocasiones.
Mutis no presenta a Maqroll como su alter ego, aunque el propio autor afirma que Maqroll tiene mucho de él. La nieve del almirante, Ilona llega con la lluvia y Un bel morir son las tres novelas en las que Mutis retrata más ampliamente a Maqroll, mostrándolo desde una perspectiva diferente según la obra.